# Neoplocaederus parvulus
Neoplocaederus parvulus är en skalbaggsart som först beskrevs av Müller 1942.  Neoplocaederus parvulus ingår i släktet Neoplocaederus och familjen långhorningar. Inga underarter finns listade i Catalogue of Life.